# باستر بيلي
باستر بيلي (بالإنجليزية: Buster Bailey)‏ هو عازف ساكسفون أمريكي، ولد في 19 يوليو 1902 في ممفيس في الولايات المتحدة، وتوفي في 12 أبريل 1967 في بروكلين في الولايات المتحدة بسبب نوبة قلبية.

## وصلات خارجية
- باستر بيلي على موقع IMDb (الإنجليزية)
- باستر بيلي على موقع الموسوعة البريطانية (الإنجليزية)
- باستر بيلي على موقع ميوزك برينز (الإنجليزية)
- باستر بيلي على موقع أول ميوزيك (الإنجليزية)
- باستر بيلي على موقع ديسكوغز (الإنجليزية)